# Questa canzone
Questa canzone è il primo singolo tratto dall'album Piccolino della cantante Mina, trasmesso dalle emittenti radiofoniche a partire dal 17 ottobre 2011 in contemporanea con il video.

## Il brano
Il brano era stato scritto nel 1971 da Paolo Limiti per il testo e da Mario Nobile per la musica.